# Juleljusen härligt glimmar
Juleljusen härligt glimmar är en julpsalm med text från 1901 av Erland Richter till "en gammal svensk melodi".

## Publicerad i
- Frälsningsarméns sångbok 1968 som nr 594 under rubriken "Jul".
- Frälsningsarméns sångbok 1990 som nr 723 under rubriken "Jul".